# Midtown (Key West)
Midtown ist ein Stadtviertel im Zentrum von Key West auf der Insel Key West in den Florida Keys.

## Lage
Es wird abgegrenzt vom North Roosevelt Boulevard, der Teil des Overseas Highway und U.S. Highway 1 ist, der Leon Street, der Atlantic Avenue und der 1st Street.

## Bevölkerung
Auf dem 0,296 Quadratmeilen umfassenden Gebiet leben 2.234 Einwohner, was einen Schnitt von 7.541 Menschen pro Quadratmeile ausmacht.